# Рукшин
Ру́кшин — село в Україні, центр Рукшинської сільської територіальної громади Дністровського району Чернівецької області.

## Географія
Через село тече річка Потин, права притока Дністра. На околиці села розташована гідрологічна пам'ятка природи — «Широка Криниця».

## Герб
У лазуровому щиті золотий вітряк, що супроводжується знизу зеленим качаном капусти, який супроводжується праворуч зеленим стеблом кукурудзи з зеленим листям і золотими качанами, а зліва - золотим колосом.

## Історія
За даними на 1859 рік у власницькому селі Хотинського повіту Бессарабської губернії, мешкало 1580 осіб (800 чоловічої статі та 780 — жіночої), налічувалось 300 дворових господарство, існувала православна церква.
Станом на 1886 рік у власницькому селі, центрі Рукшинської волості, мешкало 2004 особи, налічувалось 402 дворових господарства, існувала православна церква. За 2 версти — недіючий винокурний завод. За 8 верст — єврейський молитовний будинок, винокурний завод, 2 винних склади, лавка.
З 24 серпня 1991 року село входить до складу незалежної України.

## Сучасний стан

### Освіта і культура
- Рукшинська ЗОШ І-ІІІ ст.

### Промисловість
- Цегельний завод «Кадуба».

## Населення

### Мова
Розподіл населення за рідною мовою за даними перепису 2001 року:
| Мова            | Кількість | Відсоток |
| --------------- | --------- | -------- |
| українська      | 3414      | 99.30%   |
| російська       | 17        | 0.49%    |
| румунська       | 5         | 0.15%    |
| гагаузька       | 1         | 0.03%    |
| інші/не вказали | 1         | 0.03%    |
| Усього          | 3438      | 100%     |